# La Chapelle-sur-Erdre
Pour les articles homonymes, voir La Chapelle.
La Chapelle-sur-Erdre est une commune de l'Ouest de la France, située dans le département de la Loire-Atlantique, en région Pays de la Loire. Cette commune du Pays nantais fait partie de la Bretagne historique.

## Géographie

### Situation
Cette ville est située à 3 km au nord de Nantes, à la confluence de l'Erdre, du Gesvres et de l'Hocmard.
Les communes limitrophes sont Nantes, Carquefou, Sucé-sur-Erdre, Grandchamp-des-Fontaines et Treillières.
Selon le classement établi par l'Insee, La Chapelle-sur-Erdre est une commune urbaine, une des 24 communes de banlieue de l’unité urbaine de Nantes ; elle fait donc partie de l'aire urbaine de Nantes.

### Communes limitrophes
| Grandchamp-des-Fontaines | Sucé-sur-Erdre        | Sucé-sur-Erdre |
| Treillières              | La Chapelle-sur-Erdre | Carquefou      |
| Nantes                   | Nantes                | Nantes         |

### Géographie humaine
La population de 20 483 habitants est composée de plus d'un tiers de moins de 20 ans. Du fait du fort potentiel attractif de Nantes, la population est en constante progression.
Le territoire communal s'étire sur plus de 12 km avec des zones urbanisées au sud (près de Nantes) et des zones rurales au nord.
La commune est appréciée pour son cadre de vie agréable qui conjugue les avantages de la ville (proximité des universités, culture, réseaux routiers et transports publics) et ceux de la campagne (7 km de rives, patrimoine historique, vallées vertes).

### Voies de communication et transports

#### Voies ferroviaires
Depuis le 28 février 2014, la ligne de Nantes-Orléans à Châteaubriant, qui traverse la commune du nord au sud, a été remise en service en tant que ligne tram-train et intégrée au réseau TER Pays de la Loire. Quatre gares desservent le territoire communal (en remplacement de la gare de La Chapelle-sur-Erdre fermée et détruite) : Babinière, Erdre-Active, La Chapelle-Centre et La Chapelle-Aulnay.
Dans le cadre du projet d'aéroport situé à Notre-Dame-des-Landes abandonné en janvier 2018, il avait été envisagé l'aménagement d'une desserte par tram-train de cette infrastructure. Cette nouvelle ligne ferroviaire aurait été greffé à la ligne de Nantes à Châteaubriant au niveau de la gare de La Chapelle-Centre. Selon le Schéma de cohérence territoriale (SCOT) de la Métropole Nantes-Saint-Nazaire, elle aurait emprunté approximativement une partie du tracé de l'ancienne ligne de Blain à La Chapelle-sur-Erdre. Ce tronçon aurait permis ainsi de relier la gare de Nantes à cet équipement en 30 minutes environ. Cependant, les différentes alternatives de tracés proposées aux chapelains pour la traversée ou le contournement du bourg soulevaient des controverses.

#### Transports en commun
Depuis le 23 mai 2025, la Ville de La Chapelle-sur-Erdre est desservie par le tramway, avec son prolongement jusqu'à la station Babinière, l'un des terminus de la ligne 1. Avec une fréquence de tram allant de 9 à 15 minutes, ce prolongement permet de relier encore plus facilement la commune à la ville de Nantes. Babinière accueille par ailleurs des itinéraires piétons et cyclables sécurisés, un parking-relais, un parking vélo sécurisé et permet une connexion directe au tram-train Nantes-Châteaubriant, faisant de cette station un véritable pôle d'échange multimodal. Le CETEX ouvrira fin 2025 et permettra d'entretenir les 61 nouvelles rames de tramway grandes longueurs. 
La Chapelle-sur-Erdre est desservie par trois lignes de bus (66, 86 et 96) du réseau TAN. Les quartiers les plus excentrés sont également desservis en heure de pointe par trois circuits internes à la commune et en heure creuse par un service de transport à la demande.
Les lieux-dits « Le Gray » et « Gergaudière » sont également desservies par la ligne 322 du réseau régional Aléop.

### Climat
Pour des articles plus généraux, voir Climat des Pays de la Loire et Climat de la Loire-Atlantique.
En 2010, le climat de la commune est de type climat océanique franc, selon une étude du CNRS s'appuyant sur une série de données couvrant la période 1971-2000. En 2020, Météo-France publie une typologie des climats de la France métropolitaine dans laquelle la commune est exposée à un climat océanique et est dans la région climatique  Bretagne orientale et méridionale, Pays nantais, Vendée, caractérisée par une faible pluviométrie en été et une bonne insolation. 
Pour la période 1971-2000, la température annuelle moyenne est de 12,1 °C, avec une amplitude thermique annuelle de 13,5 °C. Le cumul annuel moyen de précipitations est de 792 mm, avec 12,2 jours de précipitations en janvier et 6,4 jours en juillet. Pour la période 1991-2020, la température moyenne annuelle observée sur la station météorologique de Météo-France la plus proche, « Nantes-Bouguenais », sur la commune de Bouguenais à 14 km à vol d'oiseau, est de 12,7 °C et le cumul annuel moyen de précipitations est de 819,5 mm,. Pour l'avenir, les paramètres climatiques de la commune estimés pour 2050 selon différents scénarios d'émission de gaz à effet de serre sont consultables sur un site dédié publié par Météo-France en novembre 2022.

## Urbanisme

### Typologie
Au 1er janvier 2024, La Chapelle-sur-Erdre est catégorisée ceinture urbaine, selon la nouvelle grille communale de densité à sept niveaux définie par l'Insee en 2022.
Elle appartient à l'unité urbaine de Nantes, une agglomération intra-départementale regroupant 22  communes, dont elle est une commune de la banlieue,,. Par ailleurs la commune fait partie de l'aire d'attraction de Nantes, dont elle est une commune de la couronne,. Cette aire, qui regroupe 116 communes, est catégorisée dans les aires de 700 000 habitants ou plus (hors Paris),.

### Occupation des sols
L'occupation des sols de la commune, telle qu'elle ressort de la base de données européenne d’occupation biophysique des sols Corine Land Cover (CLC), est marquée par l'importance des territoires agricoles (57,1 % en 2018), en diminution par rapport à 1990 (61,1 %). La répartition détaillée en 2018 est la suivante : 
zones agricoles hétérogènes (31,4 %), zones urbanisées (24,7 %), terres arables (17,3 %), prairies (8,5 %), forêts (7,7 %), espaces verts artificialisés, non agricoles (4,3 %), eaux continentales (2,8 %), zones industrielles ou commerciales et réseaux de communication (2,5 %), milieux à végétation arbustive et/ou herbacée (0,8 %). L'évolution de l’occupation des sols de la commune et de ses infrastructures peut être observée sur les différentes représentations cartographiques du territoire : la carte de Cassini (XVIIIe siècle), la carte d'état-major (1820-1866) et les cartes ou photos aériennes de l'IGN pour la période actuelle (1950 à aujourd'hui).

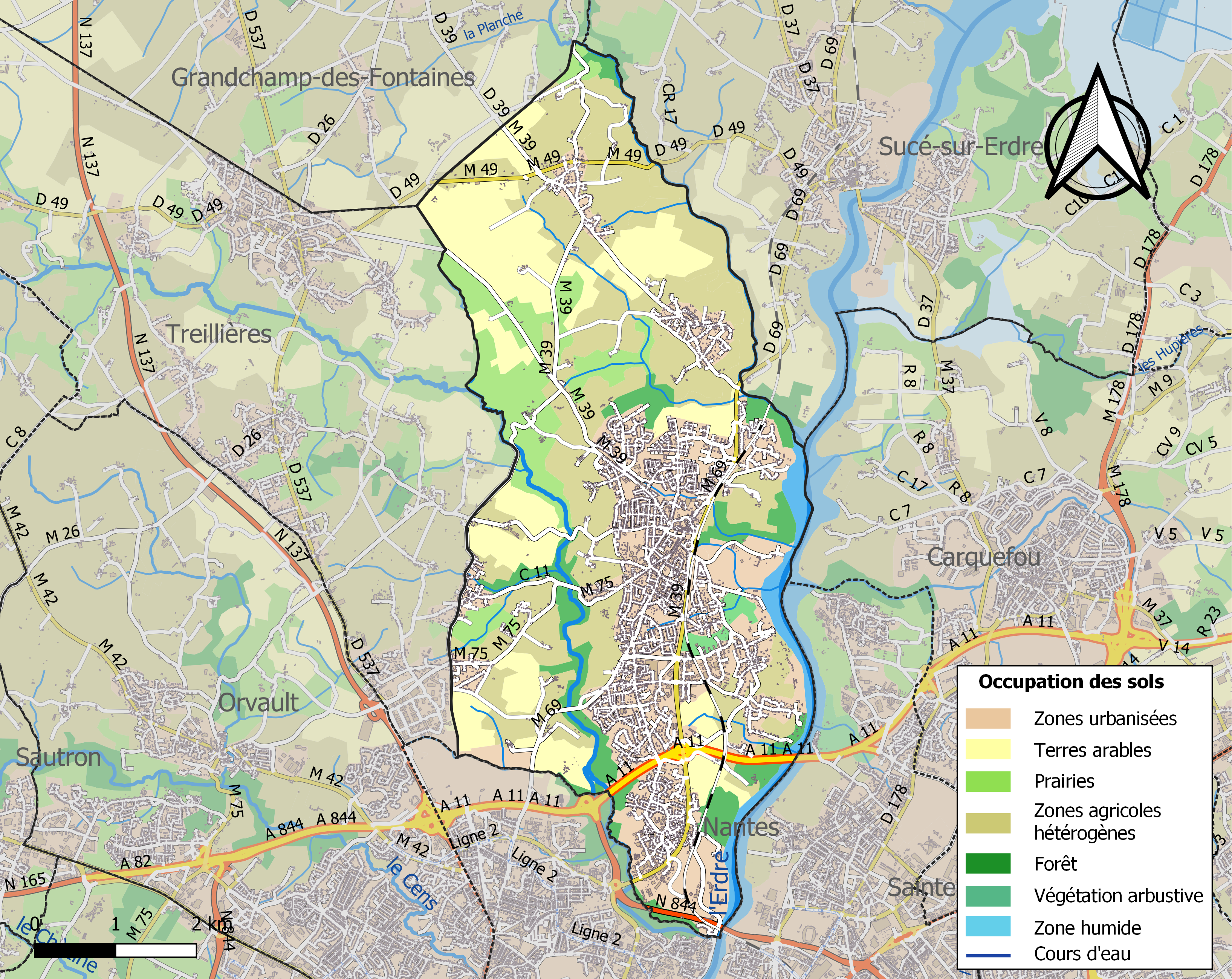
Carte des infrastructures et de l'occupation des sols de la commune en 2018 (CLC).

## Toponymie
Le nom de la localité est attesté sous la forme Capellam super Herdam en 1287.
La Chapelle-sur-Erdre vient du latin capella (chapelle) et du celte erdam (« petite rivière »).
La Chapelle-sur-Erdre possède un nom en gallo, la langue d'oïl locale, écrit La Chapèll-sur-Èrdr selon l'écriture ELG, ou La Chapèl selon l'écriture MOGA. En gallo, le nom de la commune se prononce [laʃapɛl].
Le nom breton de la commune est Chapel-Erzh.

## Histoire
Le territoire de La Chapelle-sur-Erdre était occupé par des populations celtes avant l'arrivée des Romains vers 50 av. J.-C. qui s'installèrent au lieu-dit du "champ de l'Alouette". Des vestiges d'une voie romaine reliant le camp romain de l'Alouette à Nantes sont toujours observables sur le site de la commune.
Vers le XIIe siècle, l'actuel site du château de l'Hopitau accueillait une léproserie fondée par les chevaliers hospitaliers de Saint-Jean-de-Jérusalem. Les lépreux qui ne pouvaient entrer dans la ville de Nantes étaient soignés en bordure du Gesvres.
La ville cessa de dépendre de la paroisse de Saint-Donatien de Nantes en 1297 et devint elle-même une paroisse. Une église dédiée à Sainte-Catherine fut alors élevée.
La commune fut le théâtre d'affrontements au cours de la Révolution. En 1793, les Chouans s'emparèrent d'une fabrique d'armes située sur l'emplacement de l'ancien moulin de la Verrière.

## Patrimoine
La ville possède un nombre important de manoirs et de châteaux construits le long des anciennes voies romaines, de la route vers Saint-Jacques-de-Compostelle et de l'Erdre :
- Le château de la Gascherie ;
- Le château de la Desnerie ;
- Le château de la Poterie ;
- Le manoir de l'Epau ;
- Le château de l'Hôpiteau ;
- Le château de la Gilière ;
- Le manoir de la Poignardière ;
- Le manoir de la Pannetière ;
- Le château de la Gandonnière ;
- Le château du Meslier ;
- Le château du Bignon ;
- Le château du Saz ;
- Le château de Cormerais ;
- Le manoir de la Charlière ;
- Le manoir de la Ganry ou Ganrie ;
- Le château de Nay ;
- Le manoir de la Coutancière.

La ville possède une église construite au XIXe siècle dédiée à sainte Catherine.

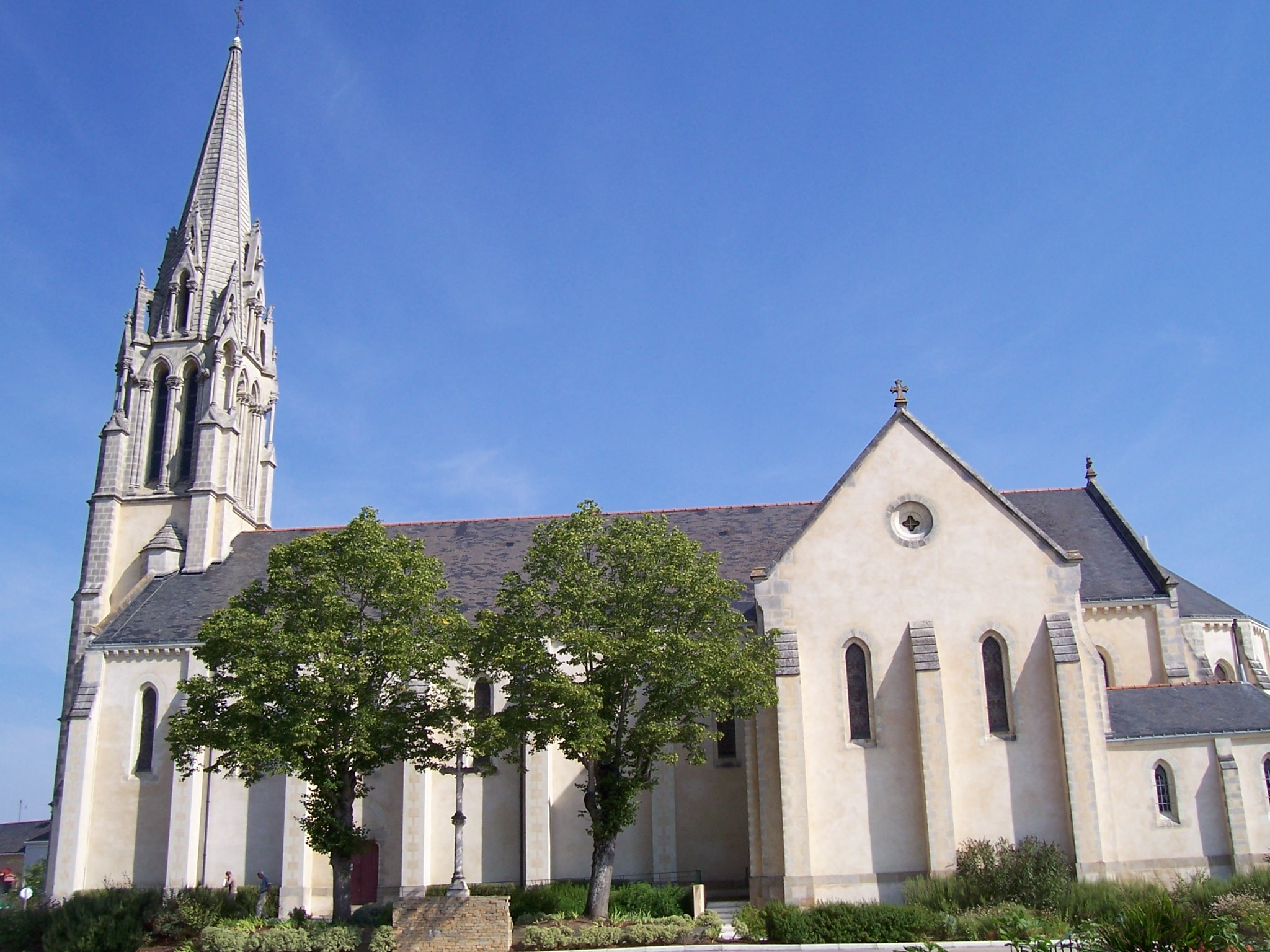
L'église Sainte-Catherine (XIXe siècle)

## Emblèmes

### Héraldique
| Blason | Blasonnement : D'azur à la roue de sainte Catherine d'argent ; au chef d'argent chargé d'une croix ancrée de gueules accompagnée de deux mouchetures d'hermine de sable. Commentaires : La roue rappelle le martyre de sainte Catherine d'Alexandrie. La croix rouge fait référence aux Chevaliers de Saint-Jean de Jérusalem qui auraient fondé les premiers peuplements sur la commune, dans le secteur du Plessis. Les mouchetures d'hermine évoquent le blasonnement d'hermine plain de la Bretagne, rappelant l'appartenance passée de la ville au duché de Bretagne. Blason conçu par l'héraldiste Michel Pressensé (délibération municipale du 20 mai 1980), enregistré le 3 octobre 1980. |

### Devise
La devise de La Chapelle-sur-Erdre : « Progrès et fidélité. »

## Politique et administration

### Rattachements administratifs et électoraux

#### Circonscriptions de rattachement
La Chapelle-sur-Erdre appartient à l'arrondissement de Nantes et au canton de La Chapelle-sur-Erdre, dont elle est le chef-lieu depuis sa création. Lors du redécoupage cantonal de 2014, le canton est remanié et le nombre de communes rattachées à celui-ci passe de quatre à six, avec l'intégration de Fay-de-Bretagne (Blain) et Vigneux-de-Bretagne (Saint-Étienne-de-Montluc).
Pour l'élection des députés, la commune fait partie de la cinquième circonscription de la Loire-Atlantique, représentée depuis juillet 2024 par Fabrice Roussel (PS), ancien maire de la commune. Auparavant, elle a successivement appartenu à la 2e circonscription de la Loire-Inférieure (1919-1928), la 4e circonscription de Nantes (1928-1940) et la 4e circonscription (1958-1986).

#### Intercommunalité
Depuis 1992, la commune appartient à Nantes Métropole (à l'époque District de l'agglomération nantaise). Avant cette date, La Chapelle-sur-Erdre était le siège du SIVOM du canton de La Chapelle-sur-Erdre, intercommunalité qui a existé de 1968 à 1994 et qui regroupait les quatre communes du canton. Cette adhésion au district nantais conduit à la création de la communauté de communes d'Erdre et Gesvres.
| Élections                  | Élections                     | Circonscription électorale      | Élu de la circonscription        | Élu de la circonscription | Élu de la circonscription | Élu de la circonscription |
| Niveau                     | Type                          | Circonscription électorale      | Titre                            | Nom                       | Début de mandat           | Fin de mandat             |
| -------------------------- | ----------------------------- | ------------------------------- | -------------------------------- | ------------------------- | ------------------------- | ------------------------- |
| Commune / Intercommunalité | Municipales et communautaires | La Chapelle-sur-Erdre           | Maire                            | Laurent Godet             | 2024                      | 2026                      |
| Commune / Intercommunalité | Municipales et communautaires | Nantes Métropole                | Présidente de l'intercommunalité | Johanna Rolland           | 2020                      | 2026                      |
| Département                | Départementales               | Canton de La Chapelle-sur-Erdre | Conseiller départemental         | Erwan Bouvais             | 2021                      | 2028                      |
| Département                | Départementales               | Canton de La Chapelle-sur-Erdre | Conseillère départementale       | Élisa Drion               | 2021                      | 2028                      |
| Région                     | Régionales                    | Pays de la Loire                | Présidente du conseil régional   | Christelle Morançais      | 2021                      | 2028                      |
| Pays                       | Législatives                  | Cinquième circonscription       | Député                           | Fabrice Roussel           | 2024                      | 2029                      |

#### Institutions judiciaires
Sur le plan des institutions judiciaires, la commune relève du tribunal judiciaire (qui a remplacé le tribunal d'instance et le tribunal de grande instance le 1er janvier 2020), du tribunal pour enfants, du conseil de prud’hommes, du tribunal de commerce, du tribunal administratif et de la cour administrative d'appel de Nantes et de la cour d’appel de Rennes.

### Administration municipale
Le nombre d'habitants au dernier recensement étant compris entre 10 000 et 19 999, le nombre de membres du conseil municipal est de 33.

### Liste des maires
Depuis l'après-guerre, six maires se sont succédé à la tête de la commune.
| Période          | Période                       | Identité                | Étiquette      | Qualité |
| ---------------- | ----------------------------- | ----------------------- | -------------- | --- |
| 25 novembre 1945 | 17 mars 1963                  | Horace Savelli,         | Droite         | Exploitant agricole, ancien officier des FFL et compagnon de la Libération |
| 17 mars 1963     | 26 mars 1971                  | François Clouet         |                | Cultivateur |
| 26 mars 1971     | 18 mars 1989                  | Donatien de Sesmaisons, | RI puis UDF-PR | Ingénieur des eaux et forêts retraité Conseiller général de la Chapelle-sur-Erdre (1967 → 2001) Vice-président du conseil général (1976 → 1979) Président du SIVOM de La Chapelle-sur-Erdre Suppléant du député Édouard Landrain (1988 → 1993) |
| 18 mars 1989     | 15 mars 2008                  | Gérard Potiron          | PS             | Professeur de droit Vice-président de Nantes Métropole |
| 15 mars 2008     | 8 juillet 2024                | Fabrice Roussel         | PS             | Professeur d'économie et de commerce Député de la Loire-Atlantique (5e circ.) (2024 → ) Conseiller régional (2010 → 2012) Vice-président de Nantes Métropole (2008 → 2024) Démissionnaire après son élection comme député                      |
| 13 juillet 2024  | En cours (au 14 juillet 2024) | Laurent Godet           | PS             | Consultant en stratégies Adjoint au maire (2014 → 2024) |

### Politique de développement durable
La commune a engagé une politique de développement durable en lançant une démarche d'Agenda 21 en 2005.

## Population et société

### Démographie
Selon le classement établi par l'Insee, La Chapelle-sur-Erdre fait partie de l'aire urbaine, de l'unité urbaine, de la zone d'emploi et du bassin de vie de Nantes. Toujours selon l'Insee, en 2010, la répartition de la population sur le territoire de la commune était considérée comme « intermédiaire » : 87 % des habitants résidaient dans des zones « intermédiaires » et 13 % dans des zones « peu denses ».

#### Évolution démographique
L'évolution du nombre d'habitants est connue à travers les recensements de la population effectués dans la commune depuis 1793. Pour les communes de plus de 10 000 habitants les recensements ont lieu chaque année à la suite d'une enquête par sondage auprès d'un échantillon d'adresses représentant 8 % de leurs logements, contrairement aux autres communes qui ont un recensement réel tous les cinq ans,.

En 2022, la commune comptait 20 483 habitants, en évolution de +5,87 % par rapport à 2016 (Loire-Atlantique : +6,68 %, France hors Mayotte : +2,11 %).
| 1793  | 1800  | 1806  | 1821  | 1831  | 1836  | 1841  | 1846  | 1851  |
| ----- | ----- | ----- | ----- | ----- | ----- | ----- | ----- | ----- |
| 1 398 | 1 097 | 2 164 | 2 119 | 2 267 | 2 294 | 2 420 | 2 519 | 2 554 |

| 1856  | 1861  | 1866  | 1872  | 1876  | 1881  | 1886  | 1891  | 1896  |
| ----- | ----- | ----- | ----- | ----- | ----- | ----- | ----- | ----- |
| 2 478 | 2 580 | 2 614 | 2 610 | 2 505 | 2 593 | 2 582 | 2 504 | 2 502 |

| 1901  | 1906  | 1911  | 1921  | 1926  | 1931  | 1936  | 1946  | 1954  |
| ----- | ----- | ----- | ----- | ----- | ----- | ----- | ----- | ----- |
| 2 514 | 2 517 | 2 514 | 2 324 | 2 237 | 2 117 | 2 090 | 2 128 | 2 322 |

| 1962  | 1968  | 1975  | 1982   | 1990   | 1999   | 2006   | 2011   | 2016   |
| ----- | ----- | ----- | ------ | ------ | ------ | ------ | ------ | ------ |
| 2 525 | 2 878 | 5 858 | 12 246 | 14 830 | 16 387 | 16 660 | 17 443 | 19 348 |

| 2021   | 2022   | - | - | - | - | - | - | - |
| ------ | ------ | - | - | - | - | - | - | - |
| 20 331 | 20 483 | - | - | - | - | - | - | - |

#### Immigration
La proportion d'immigrés dans la population communale a augmenté de 197 % entre 2006 et 2021, faisant de La Chapelle-sur-Erdre la ville moyenne de France où cette donnée a le plus fortement augmenté sur cette période.  

#### Pyramide des âges
La population de la commune est relativement jeune.
En 2018, le taux de personnes d'un âge inférieur à 30 ans s'élève à 35,3 %, soit en dessous de la moyenne départementale (37,3 %). À l'inverse, le taux de personnes d'âge supérieur à 60 ans est de 24,2 % la même année, alors qu'il est de 23,8 % au niveau départemental.
En 2018, la commune comptait 9 589 hommes pour 9 937 femmes, soit un taux de 50,89 % de femmes, légèrement inférieur au taux départemental (51,42 %).
Les pyramides des âges de la commune et du département s'établissent comme suit.
| Hommes | Classe d’âge | Femmes |
| ------ | ------------ | ------ |
| 0,5    | 90 ou +      | 1,1    |
| 5,8    | 75-89 ans    | 7,1    |
| 16,8   | 60-74 ans    | 17,1   |
| 20,2   | 45-59 ans    | 21,6   |
| 19,7   | 30-44 ans    | 19,4   |
| 16,7   | 15-29 ans    | 14,8   |
| 20,2   | 0-14 ans     | 18,9   |

| Hommes | Classe d’âge | Femmes |
| ------ | ------------ | ------ |
| 0,6    | 90 ou +      | 1,8    |
| 6      | 75-89 ans    | 8,6    |
| 15,1   | 60-74 ans    | 16,4   |
| 19,4   | 45-59 ans    | 18,8   |
| 20,1   | 30-44 ans    | 19,3   |
| 19,2   | 15-29 ans    | 17,4   |
| 19,5   | 0-14 ans     | 17,6   |

## Économie

### Revenus de la population et fiscalité
En 2010, le revenu fiscal médian par ménage était de 40 813 €, ce qui plaçait La Chapelle-Sur-Erdre au 2 108e rang parmi les 31 525 communes de plus de 39 ménages en métropole.

## Langue bretonne
Le conseil municipal a voté l'adhésion à la charte Ya d'ar brezhoneg le 29 avril 2019.

## Sports
C'est à La Chapelle-sur-Erdre qu'est basé le Football Club de Nantes. Les différentes infrastructures du club (Siège administratif, Centre d'entraînement de l'équipe professionnelle et Centre de formation) sont regroupées au sein du centre sportif José-Arribas (également surnommé centre sportif de la Jonelière).
Le club d'athlétisme de l'ACC, basé au stade du Buisson de la Grolle, a intégré l'entente du NMA (Nantes Métropole Athlétisme) en 2012. Ce club est l'un des principaux clubs d'athlétisme en France (classé 5ème par la FFA) avec plusieurs adhérents évoluant au niveau international.
À La Chapelle-sur-Erdre se trouvent aussi l'ACC Judo-Jujitsu créé en 1975, évoluant jusqu'en national, le Badminton Club de l'Erdre évoluant en National 2, l'AC Chapelain Football, club évoluant en régional 2, l'Erdre Basket Club, la Chapelaine Handball évoluant en Excellence région pour les femmes et Honneur région pour les hommes, le club de rugby du XV de l'Erdre évoluant en fédéral 3 depuis 2022 et le Nantes Erdre Futsal évoluant en première division.
Le Judo chapelain représenté 19 fois en finale du Championnat de France FFJDA. 1 titre de Championne de France avec Sophie Bruneau, un podium de Jujitsu avec Thomas et Rodolphe Nouveau. De nombreux podiums de Région et d'Inter-Régions.
Parmi les licenciés en athlétisme, on compte :
- Julie Collignon, championne de France junior de cross 2007, et l'équipe du club « Erdre Athlétisme », championne de France junior de cross 2006 ;
- le collège Le Grand Beauregard, champion de France UNSS en athlétisme par équipes en 1999[54] ;
- Agnès Raharolahy est une athlète française, spécialiste du 400 mètres et membre de l'équipe de France. Elle est également double championne d'Europe du relais 4×400 m.

## Culture
La ville compte plusieurs équipements culturels :
- l'espace culturel Capellia (rue de Roche-Blanche) ;
- le JAM, salle de musiques actuelles qui dispose également d'un studio de répétition ;
- la bibliothèque municipale (place Domnique-Savelli) ;
- le Pôle musical (ouvert au printemps 2012) accueil l'école de musique associative de la ville.

De nombreuses associations interviennent également dans le domaine culturel.
Un miniplex de six salles de cinéma est en projet, et devrait ouvrir ses portes en 2021.

## Personnalités liées à la commune
- François de La Noue (1531-1591), dit La Noue Bras de Fer, capitaine huguenot et philosophe français, né au château de la Gascherie.
- Albert Robin dit Yann Nibor (1857-1947), poète français, mort à La Chapelle-sur-Erdre.

## Jumelages
- Bychawa (Pologne)
- Ianca (Roumanie)[56]